# Królestwo Asturii
Królestwo Asturii (łac. Asturum Regnum, ast. Reinu d'Asturies) – pierwsze państwo chrześcijańskie założone na Półwyspie Iberyjskim po najeździe arabskim w 711 roku. Królestwo zostało założone przez wizygockiego arystokratę Pelagiusza w 718 roku. Asturia na przełomie IX i X wieku przekształciła się w Królestwo Leónu, wydzieliło się z niej również Królestwo Galicji.